# Cure de désintoxication
Pour l’article homonyme, voir Désintoxication.
Une cure de désintoxication est un processus, permettant de ramener les problèmes liés à l'addiction à un niveau minimum acceptable vis-à-vis des conséquences néfastes sur la vie quotidienne (émotives, sociales, économiques). De nombreux programmes différents existent avec chacun leur spécificité. Idéalement, la plupart des cures de désintoxication visent à instaurer une abstinence.
La mise en œuvre d'une cure de désintoxication doit être une action volontaire de la personne souffrant de l'addiction, pour le personnel soignant c'est une condition essentielle à la réussite de la cure. La cure de désintoxication est souvent la première étape d'un processus permettant à l'individu d'adopter un changement durable de style de vie. Elle est par exemple préalable à la post-cure.
En cas de dépendance physique, la cure de désintoxication commence par un sevrage de quelques jours souvent fortement médicalisé, correspondant à la désintoxication physique.
Les critiques s'adressent généralement au manque de suivi après la cure qui entraîne des rechutes et visent à dire que tant qu'un suivi correct ne sera pas mis en place, les cures resteront les éléments d'un « cercle vicieux ».
Les centres de désintoxication sont des établissements spécialisés dans la cure de désintoxication.

## En France
Si la cure de désintoxication est menée à son terme, elle est considérée légalement comme une acceptation de soin et met fin aux poursuites pénales concernant l'usage de stupéfiants.
Selon le code de santé publique, le procureur de la République peut enjoindre à un toxicomane de subir une cure de désintoxication ou de se placer sous surveillance médicale.
Les frais sont couverts par l'assurance maladie et les soins peuvent être anonymes.

## Aux États-Unis
Il existe plusieurs centres de désintoxication. Un des plus célèbres, en raison des célébrités qui le fréquentèrent est le Betty Ford Center. Différents centres faisant appel à l'acupuncture, plutôt qu'à la méthadone, furent fondés dans les années 1970 par des proches des Black Panthers ou des Young Lords (notamment à l'Hôpital Lincoln dans le Bronx).
La durée de la plupart des programmes américains est de 28 à 30 jours. La durée dépend uniquement de l'expérience des prestataires. Dans les années 1940, les clients restaient environ une semaine pour surmonter les changements physiques, une autre semaine pour comprendre le programme, et encore une ou deux semaines pour revenir à la normale. Entre 70 et 80 % des programmes américains de traitement résidentiel de l'alcoolisme proposent des services de soutien en 12 étapes. Il s'agit notamment des membres des AA, des Narcotiques Anonymes, des Cocaïnomanes Anonymes et d'Al-Anon. Une étude récente suggère l'importance de l'implication de la famille dans la rétention en traitement résidentiel, en constatant "une augmentation des taux d'achèvement pour les personnes dont un membre de la famille ou un proche participe à un programme familial de sept jours".
Selon l'enquête nationale sur la consommation de drogues et la santé (NSDUH), 21,5 millions de citoyens américains âgés de 12 ans et plus ont souffert de troubles liés à la consommation de substances en 2014.
Des patients souffrant d'une grave dépendance aux opioïdes reçoivent des implants cérébraux pour les aider à réduire leurs envies, dans le cadre d'un essai inédit aux États-Unis. Le traitement commence par une série de scanners cérébraux. Après l'intervention chirurgicale, les médecins font un petit trou dans le crâne pour insérer une minuscule électrode d'un millimètre dans une zone spécifique du cerveau qui régule les impulsions telles que la dépendance et la maîtrise de soi. Ce traitement est destiné aux personnes qui ont échoué à tout autre traitement, qu'il s'agisse de médicaments, de thérapie comportementale et/ou d'interventions sociales. Il s'agit d'un essai très rigoureux, supervisé par des éthiciens, des régulateurs et de nombreux autres organes directeurs.

## Récupération
La définition du rétablissement reste divisée et subjective dans la réadaptation des toxicomanes, car il n'y a pas de normes établies pour mesurer le rétablissement. Le Betty Ford Institute a défini le rétablissement comme la réalisation d'une abstinence complète ainsi que d'un bien-être personnel tandis que d'autres études ont considéré la « quasi-abstinence » comme une définition. Le large éventail de significations a compliqué le processus de choix des programmes de réadaptation.
Le modèle de récupération trouve son origine dans le mouvement des survivants psychiatriques aux États-Unis, qui soutient que recevoir un certain diagnostic peut être stigmatisant et paralysant. Alors que d'autres programmes de traitement sont axés sur la rémission ou la guérison de la toxicomanie, le modèle de rétablissement adopte une approche humaniste pour aider les gens à surmonter la dépendance. Certaines caractéristiques du modèle de rétablissement sont l'inclusion sociale, l'autonomisation pour surmonter la consommation de substances, la concentration sur les forces du client plutôt que sur ses déficits et l'aide à vivre une vie plus épanouissante en présence de symptômes de dépendance. Un autre élément clé du modèle de rétablissement est la relation de collaboration entre le client et le fournisseur dans le développement du chemin du client vers l'abstinence. Dans le cadre du modèle de rétablissement, un programme est conçu personnellement pour répondre aux besoins d'un client individuel et n'inclut pas un ensemble standard d'étapes à suivre.

## Annexe